# Promocja (marketing)
Promocja (z łac. promotio – poparcie, krzewienie, od promovere – posuwać naprzód, szerzyć) – działania polegające na przekazywaniu przez firmę informacji swoim klientom w celu zwiększenia świadomości o oferowanych przez nią produktach i usługach oraz wywołaniu zainteresowania nimi, prowadzącego do zakupu/dotacji.
Promocja jest jednym z elementów koncepcji stworzonej przez E. Jerome McCarthy'ego, nazywanej marketing-mix lub „4P” – to skrót od angielskich słów: promotion, product, price, place (promocja, produkt, cena, dystrybucja).

## Znaczenie promocji
Promocja jest formą konkurencji wykraczającą poza aspekt cenowy.
Powody stosowania promocji to:
- chęć zdobycia rynku lub zamiar wejścia na rynek,
- konkurencja na rynku,
- charakter rynku – jego cechy oraz specyfika,
- jakość i rodzaj oferowanych produktów – np. produkt słabej jakości może wymagać zwiększonego nakładu działań promocyjnych niż produkt dobrej jakości,
- faza cyklu życia towaru na rynku – w zależności od fazy cyklu życia produktu na rynku działania promocyjne będą zróżnicowane i nastawione na inne cele oraz mniej lub bardziej zintensyfikowane[5],
- unikatowość produktu – im bardziej unikatowy produkt, tym większe zainteresowanie ze strony potencjalnych klientów,
- wizerunek firmy w obliczu odbiorców – to, jaką reputację ma przedsiębiorstwo, może przyczynić się do zwiększenia lub zmniejszenia skuteczności promocji[6].

## Cel promocji
Celem promocji jest dostarczenie grupie docelowej informacji o tym, że produkt jest osiągalny dla nich w odpowiednim miejscu i po określonej cenie.

## Formy promocji
- Reklama – najpopularniejsza forma promocji, ma charakter pośredni, czyli bezosobowy, ponieważ jej odbiorcy nie mają bezpośredniego kontaktu z firmą i osobami odpowiedzialnymi za promocję. Przedmiotem reklamy jest określony produkt lub usługa. Jej działanie ma charakter perswazyjny i masowy.
- Akwizycja – opiera się na sprzedaży bezpośredniej poprzez osobisty kontakt z potencjalnym klientem, dzięki czemu firma ma możliwość dostosowywania się do konkretnego odbiorcy i natychmiastowego reagowania na zaspokajanie jego potrzeb.
- Public relations (publicity) – działalność ukierunkowana na budowanie zaufania i pozytywnego wizerunku wśród klientów firmy.
- Promocja uzupełniająca (ang. sales promotion) – ogół środków i działań, które mają za zadanie zwiększyć skłonność do zakupu np. konkursy, degustacje, kupony zniżkowe.
- Sponsoring – finansowanie różnego typu organizacji, przedsięwzięć społecznych itp. w ramach promocji własnej firmy[6].

## Plan promocji
Opracowanie efektywnego planu promocji wiąże się z podjęciem decyzji dotyczących oferowanych produktów i usług. Należy skupić się na czterech głównych aspektach, które pozwolą określić cały plan promocyjny. Pierwszym z nich jest zdefiniowanie określonego odbiorcy, który stanie się potencjalnym klientem. Aby to zrobić, należy wziąć pod uwagę m.in. czynniki demograficzne, społeczne, ekonomiczne i technologiczne. Kolejnym krokiem jest sformułowanie precyzyjnego celu promocji, czyli tego, co należy osiągnąć. Następnie ustalenie, w jaki sposób ma to być wykonane oraz za pomocą jakich środków, czyli dobór form promocji wraz z dostosowaniem ich do celu. Końcowy etap to finansowanie, którego celem jest zaplanowanie budżetu uwzględniające: konkurencję rynkową, koszty wybranych środków promocji, cykl życia produktu oraz udział firmy w rynku.

## Promocja w Internecie
Promocja internetowa różni się od tradycyjnej m.in. dwukierunkowością komunikatu, czyli możliwością otrzymania informacji zwrotnej od klientów firmy. Internet jest medium interaktywnym, przy pomocy którego każdy ma możliwość nawiązania dwustronnego kontaktu. Promocja przeniesiona do środowiska wirtualnego zniosła bariery czasowe oraz przestrzenne, napotykane w tradycyjnym kontakcie. Z komunikatem można zapoznać się o dowolnej porze, dopóki nie zostanie on usunięty. Kwestia miejsca również jest bez znaczenia, nie ma potrzeby przemieszczania się do konkretnej lokalizacji, aby zapoznać się z komunikatem. Wystarczy skorzystać ze sprzętu w domu lub w dowolnym miejscu na świecie, aby przeczytać dane informacje. Postęp technologiczny sprawia, że promocja online jest wykorzystywana zarówno przez korporacje, jak i mniejsze firmy. Dzięki niej można dbać o wizerunek firmy i budować świadomość marki. Wśród działań promocyjnych podejmowanych w Internecie najczęściej wykorzystywaną formą promocji jest reklama online, co potwierdzają cyklicznie publikowane raporty domu mediowego Starcom, obsługującego największe korporacje na świecie, które posiadają ogromne budżety marketingowe. Według analityków agencji mediowej Zenith kanały reklamy, które będą zyskiwać na popularności, to wideo i media społecznościowe. Wydatki na reklamę w tych kanałach będą wzrastać o około 16,6% i 13,8% w skali roku, co jest spowodowane ciągłym wzrostem korzystania ze smartfonów.